# Acanthophragma
Acanthophragma is een monotypisch mosdiertjesgeslacht uit de  familie van de Lepraliellidae en de orde Cheilostomatida

## Soorten
- Acanthophragma polaris Hayward, 1993